# Караман, Унал
Унал Караман (тур. Ünal Karaman; род. 29 июня 1966, Конья) — турецкий футболист и футбольный тренер.

## Карьера игрока

### Клубная карьера
Родившийся в Конье и занимавшийся футболом в местном футбольном клубе «Коньяспор» Унал Караман начинал свою профессиональную карьеру игрока в команде Второй лиги «Газиантепспор». 9 сентября 1984 года он дебютировал в лиге, выйдя в основном составе в домашнем поединке против «Сивасспора». На 55-й минуте этого матча Караман забил свой первый гол на профессиональном уровне.
В 1987 году Унал Караман перебрался в клуб Первой лиги «Малатьяспор». 16 августа того же года он дебютировал в главной турецкой лиге, выйдя в основном составе в гостевой игре с «Генчлербирлиги». На 69-й минуте этой встречи Караман отметился победным голом. В 1990 году он стал футболистом «Трабзонспора». В сезоне 1991/92 Караман отметился двумя хет-триками: в ворота «Коньяспора» (дома, 19 октября) и «Газиантепспора» (дома, 16 февраля). За «Трабзонспор» Караман выступал до 1999 года, после сезона 1999/2000 за «Анкарагюджю» он завершил свою профессиональную карьеру игрока.

### Карьера в сборной
16 октября 1985 года Унал Караман дебютировал в составе сборной Турции в гостевом матче отборочного турнира чемпионата мира 1986 года против команды Англии, выйдя в основном составе. Спустя три года он забил свой первый гол за национальную сборную, сравняв счёт в домашнем матче отборочного турнира чемпионата мира 1990 года с исландцами.

## Тренерская карьера
Свою тренерскую карьеру Унал Караман начинал в сборной Турции, работая ассистентом главного тренера. 31 марта 2004 года в гостевой товарищеской игре с Хорватией он исполнял обязанности главного тренера. В сезоне 2007/08 Караман возглавлял клуб Суперлиги «Коньяспор», но до его окончания не доработал. Поздней осенью 2008 года он был главным тренером «Анкарагюджю», а в последних двух турах того же сезона — «Коньяспора». Затем Караман работал тренером в «Трабзонспоре».
В 2014 году он возглавил клуб Первой лиги «Адана Демирспор», который под его руководством занял четвёртое место в итоговой таблице, долгое время идя вторым. В полуфинале плей-офф за выход в Супелигу команда уступила «Антальяспору». Летом 2016 года Караман был назначен главным тренером другого клуба Первой лиги «Шанлыурфаспор», но оставил этот в ноябре того же года после серии неудачных результатов.
С конца марта 2018 года Унал Караман возглавлял аутсайдера Суперлиги «Карабюкспор».